# Birillo

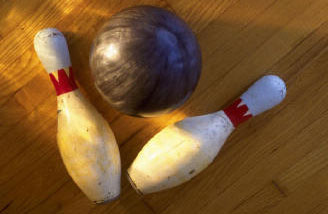
Palla e birilli da bowling

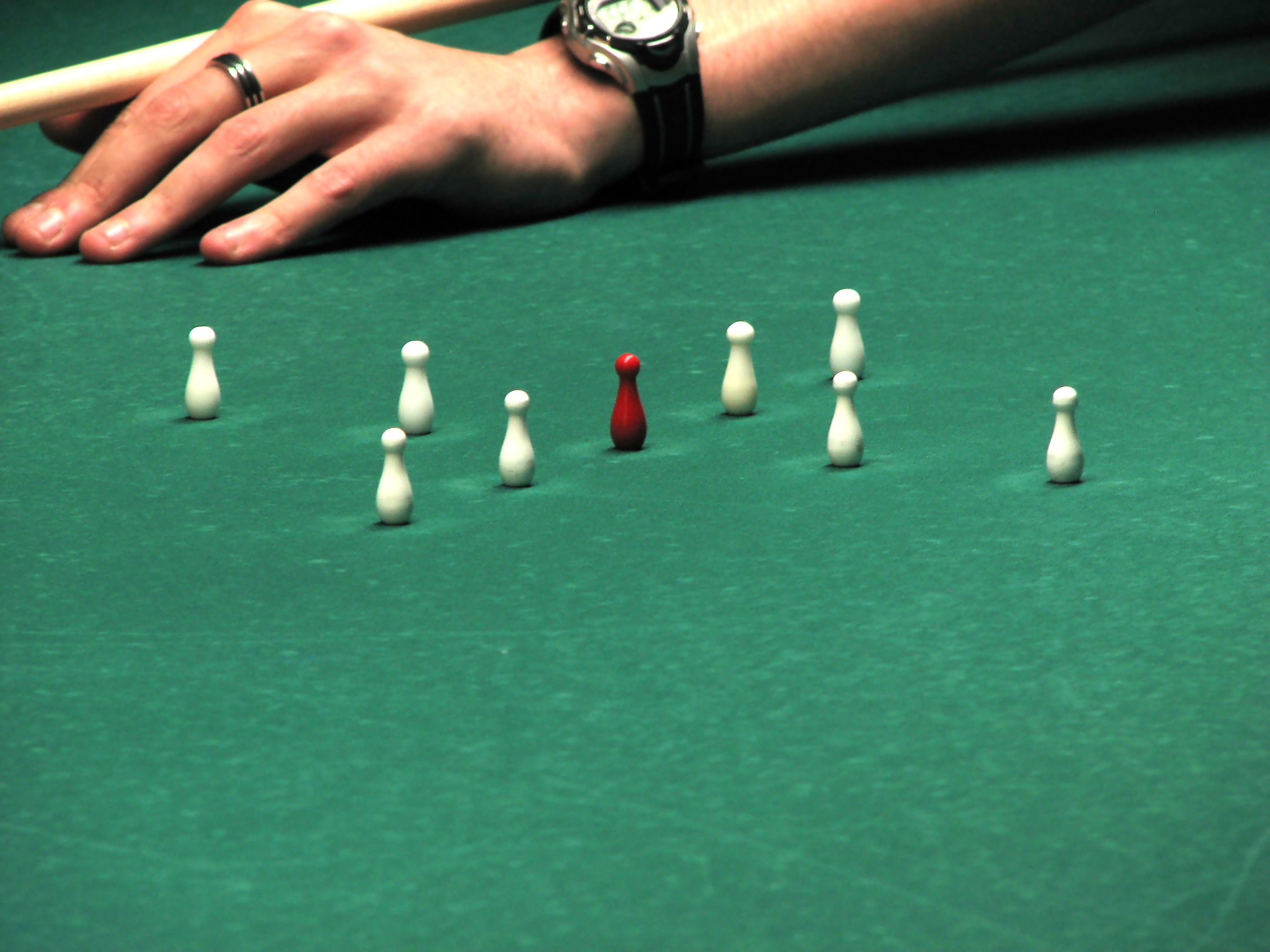
Birilli da biliardo

Un birillo è un oggetto utilizzato in giochi e sport, quali il bowling e il biliardo; è di forma oblunga, più largo alla base e che si restringe verso la cima (similmente a una bottiglia).
Nei giochi in cui è usato, è solitamente destinato ad essere usato come bersaglio da parte di una biglia o di una palla.